# القصور الأموية (القدس)

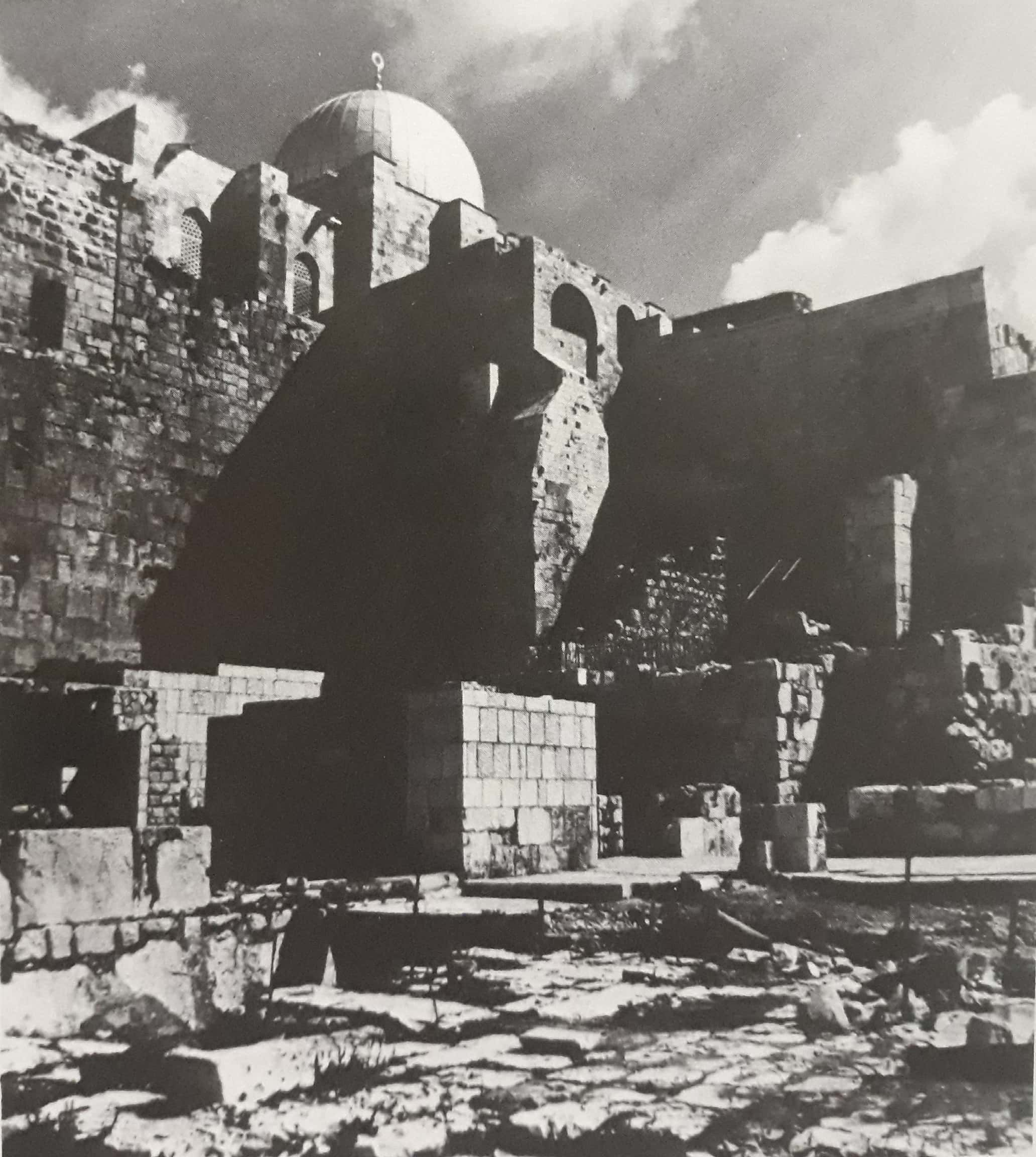
أساسات القصور الأموية خلف الجدار الجنوبي

القصور الأموية (دار الإمارة). نشطت حركة العمران في مدينة بيت المقدس في العصر الاموي. ومن ذلك بناء القصور الأموية (دار الامارة)، وتعرف منها ثلاثة قصور الآن. وقد اكتشفت حديثا عن طريق الحفريات التي قامت بها الجامعة العبرية. وكشفت تلك الحفريات عن ثلاثة قصور تتطابق مع القصور الأموية التي اكتشفت في الاردن وفلسطين، في تخطيطها المعماري إلى حد ما، وفي أسلوب بنائها، ماعدا إعادة استخدام الحجارة الضخمة التي تنسب إلى هيرودس. وتجدر الإشارة إلى أن هذه القصور الثلاثة، وضعت تحت إشراف دائرة الاثار الإسرائيلية في ظل الاحتلال الاسرائيلي. وهي منطقة حفريات وتنقيب عن الآثار.
تتعرض بلدة مدينة القدس القديمة منذ الاحتلال الإسرائيلي للضفة الغربية بعد حرب 1967 إلى التهويد والحفريات الأثرية. في عام 2017، دشنت بلدية الاحتلال في القدس «مطاهر الهيكل» فوق القصور الأموية.